# فرزاد مجيدي
فرزاد مجيدي ((بالفارسية: فرزاد مجیدی‏)؛ مواليد 9 سبتمبر 1977) لاعب كرة قدم إيراني لا ينشط في أي نادي حالياً. فرزاد هو الأخ الأصغر للاعب السابق فرهاد مجيدي.

## روابط خارجية
- فرزاد مجيدي على موقع IMDb (الإنجليزية)
- فرزاد مجيدي على موقع ناشيونال فوتبول تيمز (الإنجليزية)